# ابوالقاسم نجم
میرزا ابوالقاسم نجم‌الملک (۲۱ اردیبهشت ۱۲۷۱–۱۳۶۲) که نام خانوادگی نجم برگزید، دیپلمات و دولتمرد دوره‌های قاجار و پهلوی بود.
میرزا ابوالقاسم در خانواده‌ای منجم به دنیا آمد و ابتدا ریاضیات و نجوم قدیم خواند. سپس به مدرسه علوم سیاسی رفت و پس از پایان تحصیلاتش به خدمت وزارت امور خارجه درآمد. در سال ۱۳۰۹ که سید حسن تقی‌زاده وزیر مالیه شد، به وزارت مالیه رفت و مدیر کل و معاون اداری آن وزارتخانه شد.
نجم سپس با سمت وزیر مختار به آلمان رفت و در سال ۱۳۱۵ به ایران بازگشت. در سال ۱۳۱۷ وزیر مختار ایران در ژاپن و در سال ۱۳۲۳ سفیر کبیر ایران در افغانستان شد. نجم‌الملک سه بار وزیر شد که هر سه بار در دولت‌های کوتاه مدت حکیم‌الملک بود. در سال ۱۳۲۴ در دولت اول او وزیر پیشه و هنر و در دولت دومش وزیر امور خارجه شد. در همین دوره بود که وزیران خارجه آمریکا و شوروی و بریتانیا در نشستی در مسکو برای حل قضیه آذربایجان بر سر طرحی توافق کردند که به طرح کمیسیون سه جانبه معروف شد. نجم با این طرح مخالفت کرد. او در سوم دی ۱۳۲۶ در دولت سوم حکیم‌الملک به وزارت دارایی منصوب شد.
نجم در سال ۱۳۲۸ سناتور و سپس سفیر ایران در فرانسه شد. آخرین سمتش استانداری خوزستان در سال‌های ۱۳۳۵ و ۱۳۳۶ بود.